# Les Rebelles (film)
Pour plus de détails, voir Fiche technique et Distribution.
Les Rebelles (titre original : Border River) est un western américain réalisé par George Sherman, sorti en 1954.

## Synopsis
Pendant la Guerre de Sécession, Clete Mattson arrive à Zona Libre, un petit territoire de l'autre côté du fleuve qui forme frontière avec les États-Unis. Administré par le général Calleja, il constitue un sanctuaire pour les hors-la-loi. Mattson voudrait acheter des armes pour la Confédération.

## Fiche technique
- Titre : Les Rebelles
- Titre original : Border River
- Réalisation : George Sherman
- Production : Albert J. Cohen
- Société de production : Universal Pictures
- Scénario : William Sackheim et Louis Stevens d'après une histoire de Louis Stevens
- Musique : William Lava, Henry Mancini et Herman Stein (non crédités)
- Photographie : Irving Glassberg
- Montage : Frank Gross
- Direction artistique : Bernard Herzbrun et Richard H. Riedel
- Décorateur de plateau : John P. Austin et Russell A. Gausman
- Costumes : Rosemary Odell
- Pays d'origine : États-Unis
- Format : Technicolor - Son : Mono
- Genre : Western
- Durée : 80 minutes
- Dates de sortie :
  - États-Unis : janvier 1954
  - France : 3 septembre 1954
- Affiche : Constantin Belinsky (France)

## Distribution
- Joel McCrea (vf : Claude Bertrand) : Clete Mattson
- Yvonne De Carlo (vf : Francoise Gaudrey) : Carmelita Carias
- Pedro Armendáriz (vf : Jacques Erwin) : Général Calleja
- Alfonso Bedoya : Capitaine Vargas
- Howard Petrie : Newlund
- Erika Nordin : Annina Strasser
- George J. Lewis : Sanchez
- Nacho Galindo : Lopez
- Ivan Triesault (vf : Henri Cremieux) : Baron Von Hollden
- George Wallace : Fletcher
- Lane Chandler : Anderson
- Joe Bassett : Stanton
- Salvador Baguez : Général Robles
- Felipe Turich : Pablo

Acteurs non crédités
- Pilar Del Rey : jeune femme
- Monte Montague : barman

## Autour du film
Le film est un des très nombreux opus tournés par Sherman pour Universal, souvent des westerns d'ailleurs, et considéré comme l'un de ses meilleurs. Patrick Brion décrit Sherman comme un habile artisan, dont le talent lui permet de tourner rapidement, beaucoup en extérieur, des films courts, au scénario solide.
Ce western offre quelques beaux plans comme l'ouverture sur la traversée du Rio Grande par Mattson poursuivi, mais aussi de bonnes idées. Ainsi, Carmelita repêche Mattson à deux reprises, au début dans le fleuve, et à la fin dans les sables mouvants, tandis que lui, par idéalisme, tente de la "repêcher" hors d'une vie tournée vers l'argent, ces repêchages réciproques les réunissant finalement sur le chemin de l'amour partagé.
La bagarre finale dans les sables mouvants est un bon morceau de cinéma, rendant le vainqueur non identifiable à cause du sable.
Belle image également d'Yvonne de Carlo filmée dans les interstices d'une roue de jeu de hasard qui tourne.
Autant d'éléments qui rappellent que Sherman ne savait pas seulement raconter des histoires, mais aussi émailler ses réalisations de bonnes idées visuelles.